# 田島陽一
田島 陽一（たじま よういち、1969年6月 - ）は、日本の経済学者。専門は、開発経済学・メキシコ経済論（レギュラシオン理論）。学位は、博士（国際関係学）。東京外国語大学総合国際学研究院（国際社会部門・国際研究系）教授。

## 学歴
- 1992年3月　立命館大学国際関係学部国際関係学科卒業（同学部1期生）
- 1994年3月　立命館大学大学院国際関係研究科修士課程修了
- 1997年3月　立命館大学大学院国際関係研究科博士後期課程修了

## 職歴
- 1994年4月　日本学術振興会特別研究員【DC1】
- 1998年4月　東京外国語大学外国語学部講師
- 2003年4月　東京外国語大学外国語学部助教授
- 2009年4月　東京外国語大学大学院総合国際学研究院准教授（大学院重点化により所属変更）
- 2018年4月　東京外国語大学大学院総合国際学研究院 教授

## 論文・共訳書
- 「公企業と民営化」石黒馨編『ラテンアメリカ経済学』世界思想社 2003
- 「メキシコ通貨危機」上川孝夫・新岡智・増田正人編『通貨危機の政治経済学——21世紀システムの展望——』日本経済評論社 2000
- ハイメ・アボイテス，マリオ・チモリ「知的産権の保護で苦境に立つ途上国の技術創造」（野口真・田島陽一 訳），野口真・平川均・佐野真編著『反グローバリズムの開発経済学』日本評論社 2000